# منحدر أندريفسكي
منحدر أندريفسكي أو منحدر أندرو (بالأوكرانية: Андріївський узвіз)‏؛ Andriivs′kyi uzviz هو منحدر تاريخي يربط حي أبر تاون في كييف وحي بوديل التجاري التاريخي. يعد الشارع، الذي يعلن عنه غالبًا من قبل المرشدين السياحيين والمشغلين باسم "مونمارتر كييف"، من المعالم السياحية الرئيسية في المدينة. أدرج في قائمة المعالم الوطنية بقرار الحكومة. بالإضافة إلى ذلك، يعد الشارع أيضًا جزءًا من المحمية التاريخية لمدينة كييف "كييف القديمة"، بينما تنتمي كنيسة القديس أندرو إلى المحمية التاريخية الوطنية "صوفيا كييف".
المنحدر يبلغ طوله 720 متر (2,360 قدم)، وهو مبني من الحجارة المرصوفة بالحصى ويربط كييف القديمة (المدينة العليا) مع بوديل (المدينة السفلى). يبدأ في نهاية شارع فولوديميرسكا وينحدر بشكل حاد حول تل زامكوفا هورا، وينتهي بالقرب من ميدان كونتراكتوفا. يتميز منحدر أندرو ببعض المعالم التاريخية، بما في ذلك قلعة ريتشارد قلب الأسد، وكنيسة القديس أندرو الباروكية التي تعود إلى القرن الثامن عشر، ومنزل الكاتب الروسي الشهير ميخائيل بولجاكوف، والعديد من المعالم الأثرية الأخرى.
منذ عام 2006، قامت منظمة شعبية محلية تهدف إلى إنقاذ منحدر أندرو بجمع أكثر من 1000 توقيع لتقديم التماس إلى السلطات المحلية لاتخاذ إجراءات بشأن إعادة بناء المنحدر.[بحاجة لمصدر] في 23 يونيو 2009، وافقت إدارة مجلس مدينة كييف على إعادة بناء منحدر أندرو، والذي أعلن عنه رسميًا قبل عام العمدة ليونيد تشيرنوفيتسكي. ولم يعتمد بعد الجدول الزمني الدقيق لإعادة الإعمار، على الرغم من أن ميزانية إعادة الإعمار تمت صياغتها في ميزانية المدينة لعام 2010.